# Звіт ООН щодо Сіньцзяну
Звіт УВКПЛ присвячений загрозливому становищу прав людини в Сіньцзян-Уйгурському автономному районі, Китайська Народна Республіка — це доповідь, опублікована 31 серпня 2022 року Управлінням Верховного комісара ООН з прав людини щодо безправного поводження з уйгурами та іншими переважно мусульманськими групами в комуністичному Китаї. У доповіді висновковується, що "масштаби безправного та дискримінаційного затримання осіб уйгурської та інших переважно мусульманських груп відповідно до закону та політики, у контексті обмежень та позбавлення в цілому головних прав, як індивідуальних, так і групових, може класифікуватися як міжнародний злочин, зокрема злочин проти людства”.

## Зміст звіту

### Методи розслідування
Звіт був підготовлений ООН в наслідок ретельного аналізу усіх наявних доказів, що вдалося задокументувати УВКПЛ. Серед свідчень лічаться інтерв'ю з потерпілими, які раніше жили в Сіньцзяні й зазнали каторг. До уваги також були взяті офіційні заяви китайського комуністичного уряду, щодо порушень, беручи заразом закони й державно-нормативні документи, які були ухвалені на ту пору. Задля безпосереднього аналізу ситуації, у травні 2022 року комісар УВКПЛ Мішель Бачелет відвідала Сіньцзян. Перед поїздкою вона поговорила з представниками кількох НДО, стурбованих ситуацією у правах людини в Сіньцзяні та комуністичному Китаї загалом. Після прибуття у регіон було проведено бесіди з численними урядовцями, вченими та лідерами громадянського суспільства. Однак, через протидію китайського уряду роботі УВКПЛ, розслідування не змогло провести ретельніший аналіз на місці злочину в межах Народної Республіки.

### Висновки
Заключення звіту містить підтвердження злочинних актів, вжитих проти уйгурів та інших тюркських мусульман у Сіньцзяні, що визначається кількісністю і регулярністю. Доведення ґрунтується на академічних дослідженнях та публічних повідомлень про безчинство в регіоні, де проживають в основному етнічні меншини.

#### Безсудне позбавлення волі
Звіт підтверджує повідомлення про те, що китайський уряд безправно затримує уйгурів та інших тюркських мусульман масово в таборах для інтернованих у Сіньцзяні, уточнивши, що дії китайської держави рівносильні позбавленню волі й були здійснені дискримінаційним чином. Колишні ув'язнені, які утримувалися під вартою в Сіньцзяні, засвідчили акти побиття, тортур; до доповіді також додаються достовірні свідчення катувань у таборах для інтернованих. Кількісність безправних порушень прав людини, як висновок факту, дістає до рівня злочинів проти людства.

#### Примусові роботи
У звіті йдеться, що трудові поневолення китайського комуністичного уряду відбуваються в межах так званого "професійного навчання", що на справі виражається у дискримінації за національною і релігійною ознакою. Що стосується того, чи були трудові табори, які Китай називає планами боротьби з бідністю, пов'язані з примусом уйгурів та інших етнічних меншин до примусової праці, у доповіді ходиться, що є докази того, як ці "плани" справді пов'язані з примусом до праці.

#### Сексуальне насилля та стерилізація
УВКПЛ назвало достовірними повідомлення про сексуальне насильство, спрямоване проти уйгурів та інших тюркомовних мусульман у таборах для інтернованих у Сіньцзяні. Жінки, опитані Організацією Об'єднаних Націй, розповіли, що їх орально ґвалтували тюремні охоронці й насильно оглядали їхні геніталії привселюдно. У доповіді також відзначається "надзвичайно різке зростання" кількості внутрішньоматкових спіралей і стерилізацій, проведених у Сіньцзяні, і говориться, що китайський уряд використав засоби примусу для різкого зниження народжуваності уйгурів у Сіньцзяні.

### Рекомендації
Звіт містить рекомендаційні заклики щодо подальших дій реагування для державних осіб і організаційної системи ООН, а також для широкої міжнародної спільноти. Серед рекомендацій для керівництва Китаю — ратифікація Міжнародного пакту про громадянські та політичні права, Міжнародну конвенцію про захист усіх осіб від насильницьких зникнень, а також Конвенцію ООН проти катувань, Міжнародну конвенцію про ліквідацію всіх форм расової дискримінації й Конвенцію про ліквідацію всіх форм дискримінації щодо жінок.

## Реакція
Китайський уряд до останньої хвилини намагався перешкодити публікації звіту. Уряд заявив, що доповідь "заснована на дезінформації та брехні, сфабрикованої антикитайськими силами", опублікувавши у відповідь 131-сторінковий контрдоклад. Міністерство закордонних справ Китаю заявило, що оцінка була "недійсною та незаконною".
Звіт був розкритикований деякими активістами за те, що зміст приховував слова "геноцид". Багато уйгурів поза Китаєм сприйняли доповідь як офіційне визнання гонінь проти національних меншин в КНР, покладаючи надії, що це підштовхне кампанію за права уйгурів на рівень міжнародного обговорення. Виконавчий директор Уйгурського проєкту з прав людини Омер Канат охарактеризував доповідь, як "переломний момент для уйгурського питання", додавши, що "попри завзяті заперечення китайського уряду, ООН тепер офіційно визнала факт жахливих злочинів".
Державний секретар США Ентоні Блінкен і посол США в ООН Лінда Томас-Грінфілд схвально поставилися до звіту. Верховний представник Європейського Союзу Жозеп Боррель та міністр закордонних справ Великобританії Ліз Трасс також долучились до схвалення.
Даррен Байлер, доцент Університету Саймона Фрейзера, назвав доповідь "значним свідченням для колишніх в'язнів та членів їхніх сімей, а також підтвердженням, що робота сотень дослідників та журналістів є виправданою". За словами Байлера, доповідь є переконливим спростуванням китайських "законів про боротьбу з тероризмом", які використовувалися для жорстокого поводження з мусульманськими меншинами Китаю.

## Покликання
Текст звіту